# Christa Pfafferott

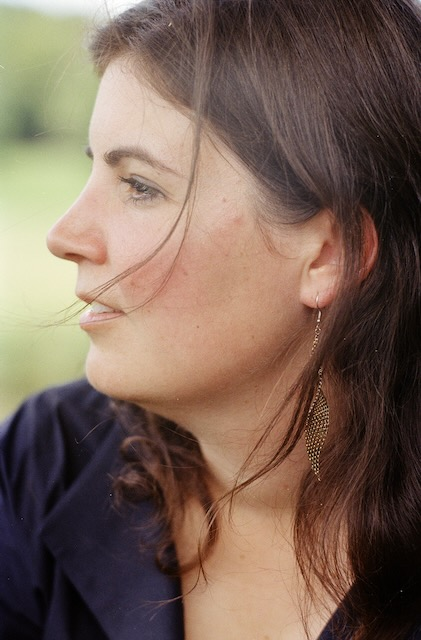
Christa Pfafferott (2019)

Christa Pfafferott (geboren 1982 in Bonn) ist eine deutsche Journalistin, Autorin und Dokumentarfilmregisseurin. Sie unterrichtet darüber hinaus als Dozentin an der Filmakademie Baden-Württemberg.

## Leben
Christa Pfafferott wuchs in Bonn auf. Nach dem Abitur besuchte sie in den Jahren 2002 bis 2004 die Henri-Nannen-Schule in Hamburg und war nach ihrem Abschluss als Autorin für Medien wie Die Zeit, das Süddeutsche Zeitung Magazin tätig. An die journalistische Ausbildung schloss sie in den Jahren 2004 bis 2009 ein Regiestudium an der Filmakademie Baden-Württemberg an. Von 2010 bis 2014 promovierte sie an der Hochschule für bildende Künste Hamburg bei Michaela Ott und Pepe Danquart mit einer künstlerisch-wissenschaftlichen Arbeit unter dem Titel Der panoptische Blick: Macht und Ohnmacht in der forensischen Psychiatrie  zum Dr. phil. in art, einem Abschluss, der seit 2008 an der HfbK Hamburg erworben werden kann. Ihre Promotionsarbeit bestand zu gleichen Teilen aus der schriftlichen Arbeit und dem 2013 veröffentlichten Film Andere Welt.
Von Oktober 2014 bis 2015 war Christa Pfafferott Fellow an der Kunsthochschule für Medien Köln und von Mai 2018 bis Juni 2019 entwickelte sie als Postdoc-Stipendiatin an der Bauhaus-Universität Weimar das künstlerisch-wissenschaftliche Filmprojekt Die Ecke. Seit Januar 2022 unterrichtet sie an der Filmakademie Baden-Württemberg als Dozentin in der Abteilung Filmgestaltung, als Leiterin der Schreibwerkstatt in der Abteilung Drehbuch und als Mentorin für Content Development im 3. Studienjahr. Sie lebt in Hamburg.

## Werk
Die Filme Pfafferotts bewegen sich im Bereich des Dokumentarischen, wobei sich ein deutlicher Fokus auf Themenfelder abzeichnet, die sich mit existenziellen Lebensfragen auseinandersetzen, wie Geburt, Alter, Tod, Krieg und Psychiatrie. Ihr erster Kurzfilm, noch in der Zeit der Ausbildung an der Filmakademie Baden-Württemberg entstanden, befasste sich mit dem Ekel. Darin begab sie sich auf eine Spurensuche nach der Herkunft des Ekelgefühls und konfrontierte die Zuschauenden zugleich mit (möglicherweise) Ekel auslösenden Bildern und Situationen. Im ebenfalls während des Studiums entstandenen Kurzfilm Frl. Pabst & Frl. Wüst dokumentierte sie den beruflichen Alltag zweier Bestatterinnen betont „unspektakulär“, wie die Jury der Deutschen Film- und Medienbewertung bei der Prädikatsverleihung ausführte.
Für Andere Welt (2013) dokumentierte sie den Alltag von Pflegerinnen und Patientinnen in der Forensischen Psychiatrie. Wilfried Hippen schrieb in der taz, dass es Pfafferott darin „um die Wesenszüge der Menschen“ gehe. Sie interessiere sich in dieser „Dokumentation nicht für einzelne Krankheitsbilder, sondern für die Machtverhältnisse zwischen den Patientinnen und den Pflegerinnen.“ Dabei vermeide sie „naheliegende Parallelen zu Klinik-Horrorszenarien wie Einer flog übers Kuckucksnest.“ Sie zeige „stattdessen, wie anstrengend die Arbeit der Pflegerinnen“ sei „und wie sehr diese sich darum“ bemühten, „den Patientinnen ihr Leben in der Unfreiheit möglichst zu erleichtern.“ Der Film ist nach Aufführungen im Kino und öffentlich-rechtlichen Fernsehen bei Netflix zu sehen.
Der im Oktober 2022 beim Dokumentarfilmfestival Leipzig uraufgeführte Film Die Ecke befasste sich mit einem „Thüringer Kriminalfall von 1945“. Er wurde im Anschluss auf Arte gezeigt. „Ausgangspunkt für die Recherche Pfafferotts war ein Foto von 1945, das im Internet kursierte: das Foto eines toten amerikanischen Soldaten an der Straßenecke Sperlingsberg in Oberdorla“, der kurz vor Ende des Zweiten Weltkriegs erschossen wurde. „Das Bild wurde auf amerikanischen Zeitungen wie der New York Times gedruckt und ging um die Welt“, führt der Mitteldeutsche Rundfunk aus.
Neben ihrer Tätigkeit als Filmemacherin und Journalistin, ist Christa Pfafferott auch als Autorin tätig. Im Jahr 2012 entwickelte sie mit dem Regisseur Alexander Riemenschneider das Drama Mathilde Bäumler. Ein Dschungelstück im Auftrag des Theaters Bonn. Für die taz nord verfasst sie seit 2018 eine zweiwöchentlich erscheinende Kolumne unter dem Titel Zwischen Menschen.

## Preise und Stipendien
Für die Zeit der Promotion hatte Christa Pfafferott ein Stipendium des Cusanuswerks. Darüber hinaus wurde sie für das Johannes Rau Journalistenprogramm Türkei ausgewählt, was mit einem zweimonatigen Aufenthalt in Istanbul verbunden war. Sie war Fellow an der Kunsthochschule für Medien Köln und erhielt 2014/15 das Kunst-Stipendium der Claussen-Simon-Stiftung Hamburg für graduierte Künstlerinnen und Künstler. Im Jahr 2017 war sie Teil des Programmbeirats der Stiftung und fungiert seitdem als externe Gutachterin der Projektpläne, die in deren Stipendienprogramm erarbeitet werden.
Für Ekel erhielt sie im Rahmen des Förderpreises der Baden-Württembergischen Filmindustrie eine Lobende Erwähnung in der Kategorie Dokumentarfilm. Der Kurzfilm Frl. Pabst & Frl. Wüst wurde von der Deutschen Film- und Medienbewertung mit dem Prädikat wertvoll ausgezeichnet und erhielt beim Filmfestival Münster 2007 den Preis der SchülerInnen-Jury im Wettbewerb „Jugend und Arbeit“. Schwere Geburt erhielt ebenfalls das Prädikat wertvoll der Deutschen Film- und Medienbewertung. Ebenso war er für den First Steps Award 2009 der Deutschen Filmakademie in der Kategorie Dokumentarfilme nominiert. Im Jahr 2014 wurde Christa Pfafferott darüber hinaus mit dem Marlies-Hesse-Nachwuchspreis des Journalistinnenbundes für den Film Andere Welt ausgezeichnet.

## Filmografie (Auswahl)
- 2005: Ekel (Kurzfilm)
- 2006: Frl. Pabst & Frl. Wüst (Kurzfilm)
- 2008: Fest der Alten
- 2009: Schwere Geburt
- 2013: Andere Welt
- 2022: Die Ecke

## Publikationen (Auswahl)
- mit Alexander Riemenschneider: Mathilde Bäumler. Ein Dschungelstück. Auftragswerk für das Theater Bonn, UA: 2012. (Theaterstück)
- Der panoptische Blick: Macht und Ohnmacht in der forensischen Psychiatrie. Künstlerische Forschung in einer anderen Welt. Transcript Verlag, Bielefeld 2015, ISBN 978-3-8376-2984-2.
- Die Ecke – Das Foto vom 4. April 1945. Landeszentrale für politische Bildung Thüringen, Erfurt 2023, ISBN 978-3-948643-76-8.